# 國道7號 (韓國)
國道7號（韓語：국도 제7호선），又稱釜山-穩城線（부산 ~ 온성선），是韓國的一條國家級公路，南起第二大城市釜山，北至朝鮮穩城郡。大致與朝鮮半島東部海岸線平行。
全長1192公里，但由於韓戰關係，目前從釜山出發只能到高城郡（長485.1公里）。是泛亞公路AH6的一部分。